# Carbonia-Iglesias megye
Carbonia-Iglesias megye Olaszország Szardínia régiójának egyik megyéje volt 2016-ig, amikor közigazgatási átszervezés miatt megszűnt. Székhelye Carbonia, Iglesias.

## Fekvése
Carbonia-Iglesias megye Cagliari és Medio Campidano megyékkel határos.

## Községek(comuni)
- Buggerru
- Calasetta
- Carbonia
- Carloforte
- Domusnovas
- Fluminimaggiore
- Giba
- Gonnesa
- Iglesias
- Masainas
- Musei
- Narcao
- Nuxis
- Perdaxius
- Piscinas
- Portoscuso
- San Giovanni Suergiu
- Sant’Anna Arresi
- Sant’Antioco
- Santadi
- Tratalias
- Villamassargia
- Villaperuccio